# Mickys Clubhaus
Mickys Clubhaus (engl.: House of Mouse) ist eine US-amerikanische Zeichentrickserie der Walt Disney Company. In der Serie treten bekannte Bewohner Entenhausens in neuen Rollen als Betreiber eines Clubs für Figuren aus Disney-Filmen auf. Viele Kurzfilme aus der Serie Neue Micky Maus Geschichten wurden auch hier ausgestrahlt.

## Handlung
Micky Maus ist neuerdings Besitzer eines Clubs. Dieser Club gehört ihm allerdings nur so lange, wie die Show am Laufen gehalten wird, ansonsten geht er in den Besitz von Kater Karlo. Zusammen mit seinen Freunden, unter anderem Goofy, Donald Duck, Daisy und seiner Freundin Minnie, versucht Micky also, die Show dauerhaft am Laufen zu halten. Das ist gar nicht so einfach, denn immer wieder gibt es Pannen, und zudem versucht Kater Karlo ständig, die Show zu sabotieren. Doch letztlich kann die Show immer am Laufen gehalten werden, und die Gäste, unter denen auch zahlreiche bekannte Disneyfiguren wie zum Beispiel Schneewittchen, Bambi und Pinocchio sind, bekommen Disney-Cartoons aus verschiedenen Jahrzehnten zu sehen. Diese sind zwar fester Bestandteil des Clubs, für die eigentliche Story aber nebensächlich.

### Rollen im Clubhaus
- Micky Maus – Chef, Moderator
- Minnie Maus – Buchhaltung, Ablauforganisation, Eventplanung
- Pluto – "Hund für alles"
- Goofy – Kellner
- Max – Parkservice
- Rudi Ross – Technik
- Klarabella Kuh – Klatsch und Tratsch
- Donald Duck – Stellvertretender Chef, Begrüßung der Gäste
- Daisy Duck – Rezeption, Empfang
- Tick, Trick und Track – Band Quackstreet Boys oder Splashing Pumpkins
- Franz Gans – Koch
- Primus von Quack – Wissenschaftliche Vorträge
- Kater Karlo – Verpächter

## Specials
Zur Serie entstanden zwei spielfilmlange Specials, die beide auf DVD veröffentlicht wurden: Das Weihnachtsspecial Mickys großes Weihnachtsfest – Eingeschneit im Haus der Maus erschien im Winter 2001, das Halloween-Special Verschwörung der Superschurken im Herbst 2002.

## Synchronisation
| Figur                 | Englischer Sprecher | Deutscher Sprecher   |
| --------------------- | ------------------- | -------------------- |
| Micky Maus            | Wayne Allwine       | Mario von Jascheroff |
| Donald Duck           | Tony Anselmo        | Peter Krause         |
| Minnie Maus           | Russi Taylor        | Diana Borgwardt      |
| Tick, Trick und Track | Russi Taylor        | Ranja Bonalana       |
| Daisy Duck            | Tress MacNeille     | Sabine Arnhold       |
| Goofy                 | Bill Farmer         | Walter Alich         |
| Rudi Ross             | Bill Farmer         | Uwe Büschken         |
| Pluto                 | Bill Farmer         |                      |
| Klarabella Kuh        | April Winchell      | Almut Zydra          |
| Max                   | Jason Marsden       | Gerrit Schmidt-Foß   |
| Kater Karlo           | Jim Cummings        | Tilo Schmitz         |
| Hades                 | James Woods         | Arne Elsholtz        |
| Cinderella            | Jennifer Hale       | Marie Bierstedt      |
| Mortimer Maus         | Maurice LaMarche    | Reinhard Kuhnert     |
| Pumbaa                | Ernie Sabella       | Rainer Basedow       |
| Timon                 | Kevin Schon         | Ilja Richter         |
| Dschafar              | Jonathan Freeman    | Jan Spitzer          |
| Mike                  | Rod Roddy           | Michael Iwannek      |
| Dagobert Duck         | Alan Young          | Joscha Fischer-Antze |
| Primus von Quack      | Corey Burton        | Eberhard Prüter      |